# Blaesoxipha jamacoorum
Blaesoxipha jamacoorum är en tvåvingeart som först beskrevs av Carroll William Dodge 1965.  Blaesoxipha jamacoorum ingår i släktet Blaesoxipha och familjen köttflugor.
Artens utbredningsområde är Jamaica. Inga underarter finns listade i Catalogue of Life.